# 1730 az irodalomban
Az 1730. év az irodalomban.

## Új művek
- Johann Christoph Gottsched poétikai értekezése: Versuch einer critischen Dichtkunst vor die Deutschen (Kritikai költészettan németek számára), Lipcse.
- James Thomson skót költő The Seasons (Az évszakok) című nagy költeményének teljes kiadása.

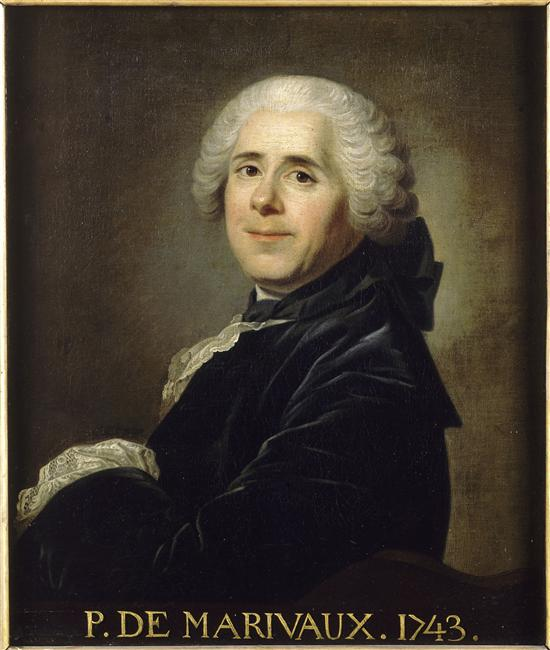
Pierre de Marivaux

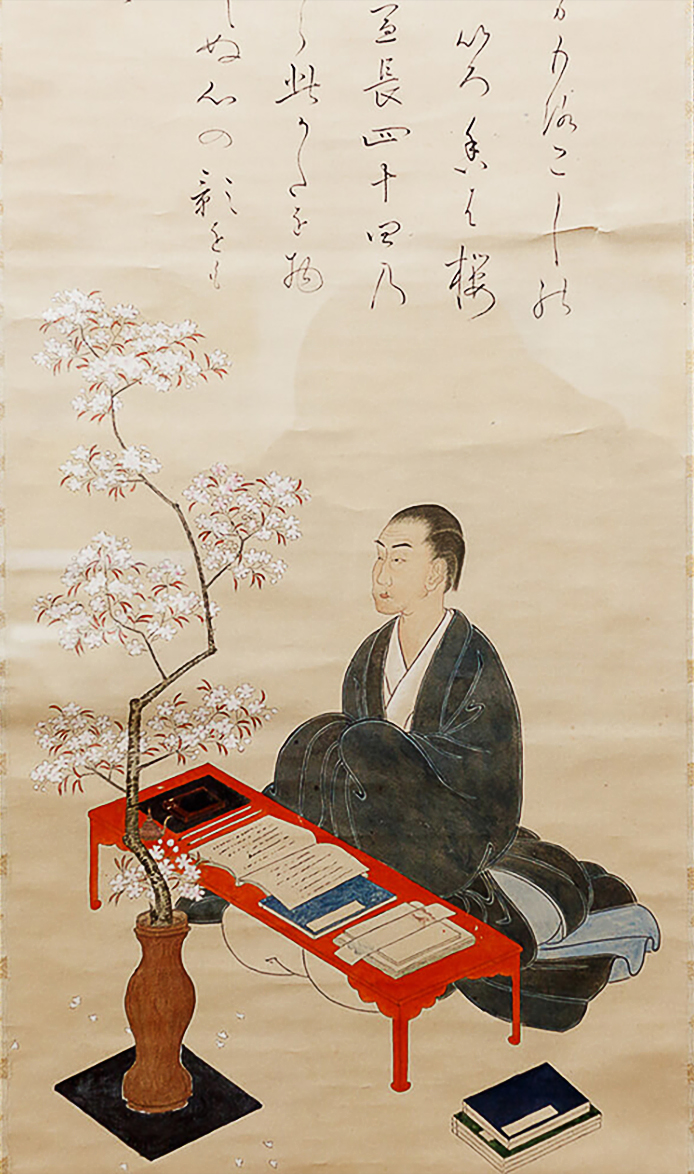
Motoori Norinaga önarcképe

### Színházi bemutatók
- Pierre de Marivaux leghíresebb vígjátéka, A szerelem és a véletlen játéka (Le Jeu de l’amour et du hasard) bemutatója Párizsban.
- Henry Fieldingnek több vígjátéka is színre kerül Londonban.

## Születések
- április 1. – Salomon Gessner német nyelvű svájci költő és festőművész; a maga korában különösen népszerűek voltak idilljei († 1788)
- június 21. – Motoori Norinaga japán tudós-polihisztor, a kokugaku mozgalom betetőzője († 1801)
- augusztus 27. – Johann Georg Hamann német filozófus és író († 1790)